# Jensen S-V8
Jensen S-V8 — останній автомобіль, що носить назву Jensen. Двомісний відкритий автомобіль представили на Британському автосалоні у 1998 р. Цьому передували інвестиції у 10 млн. фунтів стерлінгів, зокрема від Міської ради Ліверпуля та Департаменту торгівлі та промисловості. Для початку планувалось виготовити 300 автомобілів (на які виділили кошти заздалегідь), які мали би продаватись за ціною 40 тис. фунтів кожен, однак у жовтні 1999 р. було підтверджено тільки 110 замовлень.
Новий завод у Мерісайді розпочав виробництво у серпні 2001 р., однак через проблеми було виготовлено тільки 20 автомобілів і ще 18 виконали незавершеними. Компанія перейшла під адміністрацію у липні 2002 р. 
Назва Jensen та частково завершені автомобілі пізніше продали компанії SV Automotive of Carterton, що у Оксфордширі, у 2003 р. Останні вирішили закінчити виробництво 12 автомобілів, а решту залишили під запчастини, і остаточно продали їх за 38070 £.

## Технічні особливості
Автомобіль комплектується V-подібним 8-циліндровим двигуном від Ford Mustang, робочим об'ємом 4601 см. куб. , газорозподільчим механізмом з 32 клапанами, 4 розподільчими валами. Максимальна потужність 325 к.с. (242 кВт), максимальна швидкість 260 км/год, розгін 0—60 миль/год менш ніж за 5 с. 

## C-V8
Планувалась версія купе, однак через проблеми компанії виробництва вона не дісталась. 